# クリスチャン・ドライヤー
クリスチャン・ドライヤー（Christian Drejer、1982年12月8日 - ）は、デンマークコペンハーゲン出身のバスケットボール選手。ポジションはスモールフォワード。206cm、102kg。

## 来歴
デンマーク代表としてもプレーした。フロリダ大学に入学した彼はリーガACBのFCバルセロナに入団するためにカレッジバスケットボールのシーズン中にチームを離れた。2004年のNBAドラフト2巡目でニュージャージー・ネッツに指名された。これはデンマーク人としては初のNBAドラフトにおける指名であったが彼がNBAでプレーすることはなかった。フロリダ大学の1年次に彼は左足を負傷してシーズンの大半をサイドラインで過ごしたが2回目の故障によって2008年3月11日、所属していたロトマティカ・ローマから解雇され現役生活を引退した。